# Pablo Birger
Pablo Birger, argentinski dirkač Formule 1, * 7. januar 1924, Buenos Aires, Argentina, † 9. marec 1966, Buenos Aires, Argentina.

## Življenjepis
V svoji karieri je nastopil le na dveh domačih dirkah, Veliki nagradi Argentine v sezoni 1953 in Veliki nagradi Argentine v sezoni 1955, obakrat pa je odstopil. Leta 1966 je umrl v prometni nesreči.

## Popolni rezultati Formule 1
(legenda) (odebeljene dirke pomenijo najboljši štartni položaj, poševne pa najhitrejši krog, †-uvrščen kljub odstopu)
| Leto | Moštvo         | Šasija          | Motor              | 1       | 2   | 3   | 4   | 5   | 6  | 7   | 8   | 9   | Prv | Toč |
| ---- | -------------- | --------------- | ------------------ | ------- | --- | --- | --- | --- | -- | --- | --- | --- | --- | --- |
| 1953 | Equipe Gordini | Gordini Type 15 | Gordini Straight-4 | ARG Ret | 500 | NIZ | BEL | FRA | VB | NEM | ŠVI | ITA | -   | 0   |
| 1955 | Equipe Gordini | Gordini Type 16 | Gordini Straight-6 | ARG Ret | MON | 500 | BEL | NIZ | VB | ITA |     |     | -   | 0   |